# ZiL-4334
Le ZiL-4334 est un camion militaire russe produit par ZIL de 1994 à 2013. Il est le successeur du ZIL 131.